# Nudechinus ambonensis
Nudechinus ambonensis is een zee-egel uit de familie Toxopneustidae.
De wetenschappelijke naam van de soort werd in 1942 gepubliceerd door Theodor Mortensen.